# ديفيد بولارد (صحفي)
ديفيد بولارد (بالإنجليزية: David Bullard)‏ هو صحفي جنوب أفريقي، ولد في 1952.